# Rhabdomastix (Rhabdomastix) plaumanni
Rhabdomastix (Rhabdomastix) plaumanni is een tweevleugelige uit de familie steltmuggen (Limoniidae). De soort komt voor in het Neotropisch gebied.